# Cantone di Londinières
Il Cantone di Londinières era una divisione amministrativa dell'arrondissement di Dieppe.
È stato soppresso a seguito della riforma complessiva dei cantoni del 2014, che è entrata in vigore con le elezioni dipartimentali del 2015.
Comprendeva i comuni di
- Bailleul-Neuville
- Baillolet
- Bures-en-Bray
- Clais
- Croixdalle
- Fréauville
- Fresnoy-Folny
- Grandcourt
- Londinières
- Osmoy-Saint-Valery
- Preuseville
- Puisenval
- Sainte-Agathe-d'Aliermont
- Saint-Pierre-des-Jonquières
- Smermesnil
- Wanchy-Capval